# Blechnum blechnoides
Blechnum blechnoides är en kambräkenväxtart som först beskrevs av Jean Baptiste Bory de Saint-Vincent, och fick sitt nu gällande namn av Keys. Blechnum blechnoides ingår i släktet Blechnum och familjen Blechnaceae. Inga underarter finns listade.